# Академия румынских учёных

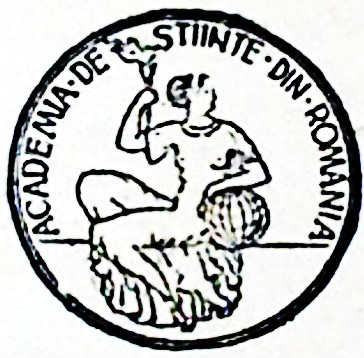
Логотип румынской Академии наук

Академия румынских учёных была учреждена в Румынии группой учёных, недовольных несовершенством организации научной части румынской Академии.

## Краткая история
29 марта 1935 года институт, который был учреждён де-факто 11 марта 1935 года, получил правосубъектность.
Согласно уставу, целью румынской Академии наук было:
а) оказание содействия в установлении контактов учёных различных фундаментальных и прикладных научных специальностей и распространение результатов исследований посредством сообщений, докладов, публикаций, выставок и др.
б) стимулирование научных исследований наградами, полученными за ценные работы, субсидированием и т. д.
в) инициирование научных работ сотрудников научных учреждений, которые зависят от Академии наук.
С этой целью Румынская академия наук установила членство в 120 действительных членов академии — по 12 членов в каждом из 10 научных разделов:
1.Секции математики и астрономии;
2.Раздел физики;
3.Секция химии;
4.Секция биологии (зоологии, ботаники, физиологии);
5.Раздел прикладной биологии;
6.Раздел геологии, минералогии и географии;
7.Раздел военной науки с применением в национальной обороне;
8.Секция истории и философия науки, образование;
9.Технический Раздел;
10.Раздел социальных и экономических наук.
После выступления в суде румынской Академии, Указом Закона п. 2418 / 7 июля 1938, румынской Академии наук было запрещено носить звание Академии. В результате этого 24 сентября 1938, Генеральная Ассамблея румынской Академии наук приняла решение изменить своё название на «румынский Институт наук».
Указом № 3714 от 6 ноября 1940 года, опубликованным 7 ноября 1940 года в официальном вестнике № 261-ФЗ, часть I, было извещено, что «румынский Институт наук» — юридическое лицо созданное в Бухаресте, имеет право называться «румынской Академии наук».
Румынская Академия наук была расформирована в 1948 году. В этом же году румынская Академия была превращена в Академию румынской Народной Республики и румынская Академия наук была включена в состав Академии румынской Народной Республики со всем движимым и недвижимым имуществом.[уточнить]

### Первый состав
1. Евгений Бэдэрэу

### Современность
В настоящее время Академия румынских учёных, основанная в 2007 году, по праву считается преемником и единственным наследником румынской Академии наук (1935—1948) и Ассоциации румынских учёных, основанной в 1956 году.